# 1. Bundesliga 2012-13
La 1. Bundesliga 2012-13 fue la 50.ª edición de la Fußball-Bundesliga, la mayor competición futbolística de Alemania. La liga inició el 24 de agosto de 2012, con el partido inaugural entre el campeón vigente Borussia Dortmund y Werder Bremen, y finalizó el 18 de mayo de 2013. Del 15 de diciembre de 2012 al 19 de enero de 2013, fue el descanso invernal.
El campeonato constó de dieciocho equipos: los mejores quince de la edición anterior, los dos mejores de la segunda división 2011/12 y el ganador de los play-offs de ascenso y descenso entre el puesto 16° de la Bundesliga y el 3° de la 2. Bundesliga.
El 6 de abril de 2013 y a falta de 6 jornadas por disputarse, el Bayern de Múnich se coronó campeón; rompiendo así un bicampeonato seguido por parte del Borussia Dortmund, su principal perseguidor, al cual le llevaba 20 puntos de ventaja; además de ser el campeón más tempranero de la Bundesliga y de haber liderado el campeonato desde el principio.

## Equipos participantes
Colonia y Kaiserslautern descendieron directamente a segunda división tras finalizar en las dos últimas posiciones de la temporada pasada. Colonia descendió luego de cuatro campañas en la Bundesliga, mientras que el Kaiserslautern acabó con una racha corta de dos temporadas en la máxima categoría del fútbol alemán.
Por su parte, el Greuther Fürth (como campeón de la 2. Bundesliga) y el Eintracht Frankfurt ascendieron directamente. La temporada 2012/13 fue la primera vez que Greuther Fürth compitió en la 1. Bundesliga tras estar ausente por 49 temporadas en primera división (en ese entonces Oberliga y bajo la denominación de SpVgg Fürth, club que no clasificó al torneo de todos contra todos a fines de la temporada 1962/63). El Eintracht Frankfurt volvió a la Bundesliga tras una sola temporada fugaz en la segunda categoría.
El tercer clasificado se determinó en los play-offs de ascenso y descenso entre el Hertha Berlín (16º en la 1. Bundesliga) y el Fortuna Düsseldorf (3º en la 2. Bundesliga). Düsseldorf ganó el primer partido definitorio y empató el otro logrando un marcador global de 4-3, marcando así su regreso luego de quince años en ligas menores. El equipo de la capital tuvo un paso efímero en la Bundesliga, pues había ascendido en la campaña 2010/11.
| Pos | Descendidos de 1. Bundesliga |
| --- | ---------------------------- |
| 16º | Hertha Berlín                |
| 17º | Colonia                      |
| 18º | Kaiserslautern               |

| Pos | Ascendidos de 2. Bundesliga |
| --- | --------------------------- |
| 1º  | Greuther Fürth              |
| 2º  | Eintracht Fráncfort         |
| 3º  | Fortuna Düsseldorf          |

- El Fortuna Düsseldorf venció al Hertha Berlín en los play-offs de ascenso y descenso con un marcador global de 4-3.

### Información de los equipos
| Club                                       | Ciudad                | Entrenador           | Estadio             | Aforo  | Patrocinador       |
| ------------------------------------------ | --------------------- | -------------------- | ------------------- | ------ | ------------------ |
| F.C. Augsburgo                             | Augsburgo             | Markus Weinzierl     | SGL Arena           | 30.660 | AL-KO              |
| Bayer 04 Leverkusen                        | Leverkusen            | Hyypiä y Lewandowski | BayArena            | 30.210 | SunPower           |
| Bayern de Múnich                           | Múnich                | Jupp Heynckes        | Allianz Arena       | 71.000 | T-Mobile           |
| Borussia Dortmund                          | Dortmund              | Jürgen Klopp         | Signal Iduna Park   | 80.645 | Evonik             |
| Borussia Mönchengladbach                   | Mönchengladbach       | Lucien Favre         | Borussia-Park       | 54.010 | Postbank           |
| Eintracht Fráncfort                        | Fráncfort del Meno    | Armin Veh            | Commerzbank-Arena   | 51.500 | Krombacher         |
| Fortuna Düsseldorf                         | Düsseldorf            | Norbert Meier        | ESPRIT arena        | 54.600 | o.tel.o            |
| S.C. Friburgo                              | Friburgo de Brisgovia | Christian Streich    | Mage Solar Stadion  | 24.000 | Ehrmann            |
| SpVgg Greuther Fürth                       | Fürth                 | Frank Kramer         | Trolli-Arena        | 18.000 | Ergo Direkt        |
| Hamburgo S.V.                              | Hamburgo              | Thorsten Fink        | Imtech Arena        | 57.000 | Emirates           |
| Hannover 96                                | Hannover              | Mirko Slomka         | AWD-Arena           | 49.000 | TUI                |
| TSG 1899 Hoffenheim                        | Sinsheim              | Markus Gisdol        | Rhein-Neckar-Arena  | 30.150 | Suntech            |
| Maguncia 05                                | Maguncia              | Thomas Tuchel        | Coface Arena        | 34.000 | Entega             |
| F.C. Núremberg                             | Núremberg             | Michael Wiesinger    | Frankenstadion      | 50.000 | NKD                |
| Schalke 04                                 | Gelsenkirchen         | Jens Keller          | Veltins-Arena       | 61.673 | Gazprom            |
| VfB Stuttgart                              | Stuttgart             | Bruno Labbadia       | Mercedes-Benz Arena | 60.30  | Mercedes-Benz Bank |
| Werder Bremen                              | Bremen                | Rolff y Hönerbach    | Weserstadion        | 42.100 | Original Wiesenhof |
| VfL Wolfsburgo                             | Wolfsburgo            | Dieter Hecking       | Volkswagen Arena    | 30.000 | Volkswagen         |
| Datos actualizados el 27 de abril de 2013. |                       |                      |                     |        |                    |

### Cambios de entrenadores
| Equipo               | Entrenador (jornadas)                                                              |
| -------------------- | ---------------------------------------------------------------------------------- |
| Wolfsburgo           | Felix Magath (1-8) Lorenz-Günther Köstner (9-17) Dieter Hecking (18-34)            |
| Hoffenheim           | Markus Babbel (1-15) Frank Kramer (16-17) Marco Kurz (18-27) Markus Gisdol (28-34) |
| Schalke 04           | Huub Stevens (1-17) Jens Keller (18-34)                                            |
| Núremberg            | Dieter Hecking (1-17) Michael Wiesinger (18-34)                                    |
| SpVgg Greuther Fürth | Mike Büskens (1-22) Ludwig Preis (23-25) Frank Kramer (26-34)                      |
| Werder Bremen        | Thomas Schaaf (1-33) Wolfgang Rolff y Mathias Hönerbach (34)                       |

### Equipos porländer
| Región                      | N.º | Equipos                                                                                        |
| --------------------------- | --- | ---------------------------------------------------------------------------------------------- |
| Renania del Norte-Westfalia | 5   | Bayer Leverkusen, Borussia Dortmund, Borussia Mönchengladbach, Fortuna Düsseldorf y Schalke 04 |
| Baviera                     | 4   | Augsburgo, Bayern de Múnich, Greuther Fürth y Núremberg                                        |
| Baden-Wurtemberg            | 3   | Friburgo, Hoffenheim y Stuttgart                                                               |
| Baja Sajonia                | 2   | Hannover 96 y Wolfsburgo                                                                       |
| Bremen                      | 1   | Werder Bremen                                                                                  |
| Hamburgo                    | 1   | Hamburgo                                                                                       |
| Hesse                       | 1   | Eintracht Frankfurt                                                                            |
| Renania-Palatinado          | 1   | Mainz 05                                                                                       |

## Tabla de posiciones
|                 |    | Equipo                   | PJ | PG | PE | PP | GF | GC | DG  | PTS |
| --------------- | -- | ------------------------ | -- | -- | -- | -- | -- | -- | --- | --- |
| Clasificó a UCL | 1  | Bayern Múnich            | 34 | 29 | 4  | 1  | 98 | 18 | +80 | 91  |
| Clasificó a UCL | 2  | Borussia Dortmund        | 34 | 19 | 9  | 6  | 81 | 42 | +39 | 66  |
| Clasificó a UCL | 3  | Bayer Leverkusen         | 34 | 19 | 8  | 7  | 65 | 39 | +26 | 65  |
| Clasificó a UCL | 4  | Schalke 04               | 34 | 16 | 7  | 11 | 58 | 50 | +8  | 55  |
| Clasificó a UEL | 5  | Friburgo                 | 34 | 14 | 9  | 11 | 45 | 40 | +5  | 51  |
| Clasificó a UEL | 6  | Eintracht Fráncfort      | 34 | 14 | 9  | 11 | 49 | 46 | +3  | 51  |
|                 | 7  | Hamburgo                 | 34 | 14 | 6  | 14 | 42 | 53 | -11 | 48  |
|                 | 8  | Borussia Mönchengladbach | 34 | 12 | 11 | 11 | 45 | 49 | -4  | 47  |
|                 | 9  | Hannover 96              | 34 | 13 | 6  | 15 | 60 | 62 | -2  | 45  |
|                 | 10 | Núremberg                | 34 | 11 | 11 | 12 | 39 | 47 | -8  | 44  |
|                 | 11 | Wolfsburgo               | 34 | 10 | 13 | 11 | 47 | 52 | -5  | 43  |
| Clasificó a UEL | 12 | Stuttgart                | 34 | 12 | 7  | 15 | 37 | 55 | -18 | 43  |
|                 | 13 | Mainz 05                 | 34 | 10 | 12 | 12 | 42 | 44 | -2  | 42  |
|                 | 14 | Werder Bremen            | 34 | 8  | 10 | 16 | 50 | 66 | -16 | 34  |
|                 | 15 | Augsburgo                | 34 | 8  | 9  | 17 | 33 | 51 | -18 | 33  |
|                 | 16 | Hoffenheim               | 34 | 8  | 7  | 19 | 42 | 67 | -25 | 31  |
| Descendió       | 17 | Fortuna Düsseldorf       | 34 | 7  | 9  | 18 | 39 | 57 | -18 | 30  |
| Descendió       | 18 | Greuther Fürth           | 34 | 4  | 9  | 21 | 26 | 60 | -34 | 21  |

|           | Clasificado para la Fase de grupos de la Liga de Campeones 2013-14.                                                       |
|           | Clasificado para la Cuarta ronda previa (play-off) de la Liga de Campeones 2013-14.                                       |
|           | Clasificado para la Fase de grupos de la Liga Europea 2013-14.                                                            |
|           | Clasificado para la Cuarta ronda previa (play-off) de la Liga Europea 2013-14.                                            |
|           | Clasificado para la Tercera ronda previa de la Liga Europea 2013-14 por haber llegado a la final de la DFB-Pokal 2012/13. |
|           | Participará por la permanencia en la 1. Bundesliga contra el tercer lugar de la 2. Bundesliga 2012/13.                    |
| Descendió | Descendido a la 2. Bundesliga 2013/14.                                                                                    |

| (C) Campeón    |
| (D) Descendido |

### Evolución de las posiciones
| Equipo / Jornada         | 1   | 2   | 3   | 4   | 5   | 6   | 7   | 8   | 9   | 10  | 11  | 12  | 13  | 14  | 15  | 16  | 17  | 18  | 19  | 20  | 21  | 22  | 23  | 24  | 25  | 26  | 27  | 28  | 29  | 30  | 31  | 32  | 33  | 34  |
| Equipo / Jornada         |     |     |     |     |     |     |     |     |     |     |     |     |     |     |     |     |     |     |     |     |     |     |     |     |     |     |     |     |     |     |     |     |     |     |
| ------------------------ | --- | --- | --- | --- | --- | --- | --- | --- | --- | --- | --- | --- | --- | --- | --- | --- | --- | --- | --- | --- | --- | --- | --- | --- | --- | --- | --- | --- | --- | --- | --- | --- | --- | --- |
| Bayern Múnich            | 01° | 01° | 01° | 01° | 01° | 01° | 01° | 01° | 01° | 01° | 01° | 01° | 01° | 01° | 01° | 01° | 01° | 01° | 01° | 01° | 01° | 01° | 01° | 01° | 01° | 01° | 01° | 01° | 01° | 01° | 01° | 01° | 01º | 01º |
| Borussia Dortmund        | 03° | 06° | 05° | 04° | 06° | 03° | 04° | 04° | 04° | 05° | 04° | 04° | 02° | 03° | 03° | 03° | 03° | 03° | 03° | 02° | 02° | 02° | 02° | 02° | 02º | 02º | 02º | 02º | 02º | 02º | 02º | 02º | 02º | 02º |
| Bayer Leverkusen         | 12° | 09° | 12° | 13° | 08° | 07° | 06° | 05° | 05° | 04° | 05° | 05° | 05° | 02° | 02° | 02° | 02° | 02° | 02° | 03° | 03° | 03° | 03° | 03° | 03° | 03º | 03° | 03° | 03° | 03° | 03° | 03º | 03º | 03º |
| Schalke 04               | 09° | 04° | 04° | 05° | 04° | 04° | 03° | 03° | 02° | 02° | 02° | 02° | 03° | 04° | 04° | 05° | 07° | 05° | 06° | 06° | 10° | 09° | 09° | 06° | 04° | 05° | 04° | 04° | 04° | 04° | 04° | 04° | 04° | 04° |
| Friburgo                 | 10° | 14° | 09° | 08° | 12° | 14° | 11° | 07° | 12° | 12° | 11° | 10° | 06° | 10° | 12° | 09° | 05° | 06° | 08° | 08° | 05° | 05° | 05° | 05° | 08º | 09º | 07º | 05° | 05° | 05° | 06° | 06° | 05° | 05° |
| Eintracht Fráncfort      | 05° | 02° | 02° | 02° | 02° | 02° | 02° | 02° | 03° | 03° | 03° | 03° | 04° | 05° | 05° | 04° | 04° | 04° | 04° | 04° | 04° | 04° | 04° | 04° | 05° | 04° | 05° | 06° | 06° | 06° | 05° | 05° | 06° | 06° |
| Hamburgo                 | 15° | 15° | 17° | 15° | 14° | 10° | 08° | 10° | 07° | 09° | 10° | 09° | 10° | 08° | 10° | 07° | 10° | 09° | 09° | 09° | 07° | 06° | 06° | 07º | 06° | 08º | 09º | 11º | 08° | 08º | 08º | 07º | 07º | 07º |
| Borussia Mönchengladbach | 04° | 07° | 08° | 09° | 10° | 13° | 10° | 13° | 09° | 11° | 08° | 11° | 11° | 09° | 11° | 08° | 08° | 08° | 07° | 07° | 08° | 10° | 10° | 09° | 09º | 07º | 08º | 07º | 07º | 07º | 07º | 08º | 08º | 08º |
| Hannover 96              | 08° | 03° | 03° | 03° | 03° | 05° | 05° | 06° | 10° | 06° | 06° | 06° | 08° | 06° | 08° | 10° | 11° | 11° | 10° | 10° | 09° | 08° | 07° | 10° | 10º | 10º | 10º | 09º | 10º | 11º | 09º | 09º | 09º | 09º |
| Núremberg                | 06° | 08° | 06° | 06° | 09° | 12° | 14° | 15° | 15° | 14° | 15° | 15° | 14° | 13° | 14° | 13° | 13° | 15° | 15° | 14° | 13° | 14° | 13° | 14° | 11º | 11º | 11º | 10º | 11º | 12º | 13º | 13º | 13º | 10º |
| Wolfsburgo               | 07° | 12° | 10° | 10° | 13° | 16° | 17° | 18° | 16° | 16° | 16° | 13° | 13° | 15° | 15° | 14° | 14° | 13° | 13° | 15° | 12° | 15° | 14° | 15º | 12º | 13º | 12º | 12º | 13º | 13º | 11º | 11º | 10º | 11º |
| Stuttgart                | 16° | 18° | 16° | 17° | 17° | 15° | 15° | 12° | 08° | 10° | 12° | 12° | 12° | 11° | 07° | 06° | 09° | 10° | 11° | 12° | 14° | 12° | 11° | 11° | 14º | 12º | 13º | 13º | 12º | 10º | 12º | 12º | 11º | 12º |
| Maguncia 05              | 11° | 13° | 14° | 12° | 15° | 11° | 09° | 08° | 06° | 08° | 07° | 08° | 09° | 07° | 06° | 11° | 06° | 07° | 05° | 05° | 06° | 07° | 08° | 08° | 07º | 06° | 06° | 08º | 09º | 09º | 10º | 10º | 12º | 13º |
| Werder Bremen            | 14° | 10° | 11° | 11° | 07° | 08° | 12° | 09° | 11° | 07° | 09° | 07° | 07° | 12° | 09° | 12° | 12° | 12° | 12° | 11° | 11° | 11° | 12° | 13° | 13º | 14º | 14º | 14º | 14º | 14º | 14º | 14º | 14º | 14º |
| Augsburgo                | 17° | 16° | 15° | 18° | 18° | 18° | 16° | 16° | 17° | 18° | 18° | 18° | 18° | 18° | 17° | 17° | 17° | 17° | 16° | 17° | 17° | 17° | 16° | 16° | 16° | 16° | 16° | 16° | 16° | 16° | 16° | 16° | 16° | 15º |
| Hoffenheim               | 13° | 17° | 18° | 16° | 11° | 09° | 13° | 14° | 14° | 13° | 13° | 14° | 16° | 16° | 16° | 16° | 16° | 16° | 17° | 16° | 16° | 16° | 17° | 17° | 17° | 17° | 17° | 17° | 17° | 17° | 17° | 17° | 17° | 16° |
| Fortuna Düsseldorf       | 02° | 05° | 07° | 07° | 05° | 06° | 07° | 11° | 13° | 15° | 14° | 16° | 15° | 14° | 13° | 15° | 15° | 14° | 14° | 13° | 15° | 13° | 15° | 12° | 15º | 15º | 15º | 15º | 15º | 15º | 15º | 15º | 15º | 17° |
| Greuther Fürth           | 18° | 11° | 13° | 14° | 16° | 17° | 18° | 17° | 18° | 17° | 17° | 17° | 17° | 17° | 18° | 18° | 18° | 18° | 18° | 18° | 18° | 18° | 18° | 18° | 18° | 18° | 18° | 18° | 18° | 18° | 18° | 18° | 18° | 18° |

## Resultados

### Primera rueda
Los horarios corresponden a la Hora central europea (CET).
| Borussia Dortmund        | 2 - 1 | Werder Bremen      | 24 de agosto de 2012 | 20:30 |
| Borussia Mönchengladbach | 2 - 1 | Hoffenheim         | 25 de agosto de 2012 | 15:30 |
| Friburgo                 | 1 - 1 | Mainz 05           | 25 de agosto de 2012 | 15:30 |
| Augsburgo                | 0 - 2 | Fortuna Düsseldorf | 25 de agosto de 2012 | 15:30 |
| Hamburgo                 | 0 - 1 | Núremberg          | 25 de agosto de 2012 | 15:30 |
| Greuther Fürth           | 0 - 3 | Bayern Múnich      | 25 de agosto de 2012 | 15:30 |
| Eintracht Frankfurt      | 2 - 1 | Bayer Leverkusen   | 25 de agosto de 2012 | 18:30 |
| Stuttgart                | 0 - 1 | Wolfsburgo         | 25 de agosto de 2012 | 20:45 |
| Hannover 96              | 2 - 2 | Schalke 04         | 26 de agosto de 2012 | 17:30 |

| Mainz 05           | 0 - 1 | Greuther Fürth           | 31 de agosto de 2012    | 20:30 |
| Schalke 04         | 3 - 1 | Augsburgo                | 1 de septiembre de 2012 | 15:30 |
| Bayer Leverkusen   | 2 - 0 | Friburgo                 | 1 de septiembre de 2012 | 15:30 |
| Werder Bremen      | 2 - 0 | Hamburgo                 | 1 de septiembre de 2012 | 15:30 |
| Núremberg          | 1 - 1 | Borussia Dortmund        | 1 de septiembre de 2012 | 15:30 |
| Hoffenheim         | 0 - 4 | Eintracht Frankfurt      | 1 de septiembre de 2012 | 15:30 |
| Fortuna Düsseldorf | 0 - 0 | Borussia Mönchengladbach | 1 de septiembre de 2012 | 18:30 |
| Wolfsburgo         | 0 - 4 | Hannover 96              | 2 de septiembre de 2012 | 15:30 |
| Bayern Múnich      | 6 - 1 | Stuttgart                | 2 de septiembre de 2012 | 17:30 |

| Augsburgo                | 0 - 0 | Wolfsburgo         | 14 de septiembre de 2012 | 20:30 |
| Borussia Dortmund        | 3 - 0 | Bayer Leverkusen   | 15 de septiembre de 2012 | 15:30 |
| Bayern Múnich            | 3 - 1 | Mainz 05           | 15 de septiembre de 2012 | 15:30 |
| Borussia Mönchengladbach | 2 - 3 | Núremberg          | 15 de septiembre de 2012 | 15:30 |
| Stuttgart                | 0 - 0 | Fortuna Düsseldorf | 15 de septiembre de 2012 | 15:30 |
| Hannover 96              | 3 - 2 | Werder Bremen      | 15 de septiembre de 2012 | 15:30 |
| Greuther Fürth           | 0 - 2 | Schalke 04         | 15 de septiembre de 2012 | 18:30 |
| Friburgo                 | 5 - 3 | Hoffenheim         | 16 de septiembre de 2012 | 15:30 |
| Eintracht Frankfurt      | 3 - 2 | Hamburgo           | 16 de septiembre de 2012 | 17:30 |

| Núremberg          | 1 - 2 | Eintracht Frankfurt      | 21 de septiembre de 2012 | 20:30 |
| Schalke 04         | 0 - 2 | Bayern Múnich            | 22 de septiembre de 2012 | 15:30 |
| Wolfsburgo         | 1 - 1 | Greuther Fürth           | 22 de septiembre de 2012 | 15:30 |
| Mainz 05           | 2 - 0 | Augsburgo                | 22 de septiembre de 2012 | 15:30 |
| Hamburgo           | 3 - 2 | Borussia Dortmund        | 22 de septiembre de 2012 | 15:30 |
| Fortuna Düsseldorf | 0 - 0 | Friburgo                 | 22 de septiembre de 2012 | 15:30 |
| Bayer Leverkusen   | 1 - 1 | Borussia Mönchengladbach | 23 de septiembre de 2012 | 15:30 |
| Werder Bremen      | 2 - 2 | Stuttgart                | 23 de septiembre de 2012 | 17:30 |
| Hoffenheim         | 3 - 1 | Hannover 96              | 23 de septiembre de 2012 | 17:30 |

| Bayern Múnich            | 3 - 0 | Wolfsburgo         | 25 de septiembre de 2012 | 20:00 |
| Schalke 04               | 3 - 0 | Mainz 05           | 25 de septiembre de 2012 | 20:00 |
| Greuther Fürth           | 0 - 2 | Fortuna Düsseldorf | 25 de septiembre de 2012 | 20:00 |
| Eintracht Frankfurt      | 3 - 3 | Borussia Dortmund  | 25 de septiembre de 2012 | 20:00 |
| Borussia Mönchengladbach | 2 - 2 | Hamburgo           | 26 de septiembre de 2012 | 20:00 |
| Stuttgart                | 0 - 3 | Hoffenheim         | 26 de septiembre de 2012 | 20:00 |
| Hannover 96              | 4 - 1 | Núremberg          | 26 de septiembre de 2012 | 20:00 |
| Friburgo                 | 1 - 2 | Werder Bremen      | 26 de septiembre de 2012 | 20:00 |
| Augsburgo                | 1 - 3 | Bayer Leverkusen   | 26 de septiembre de 2012 | 20:00 |

| Fortuna Düsseldorf  | 2 - 2 | Schalke 04               | 28 de septiembre de 2012 | 20:30 |
| Bayer Leverkusen    | 2 - 0 | Greuther Fürth           | 29 de septiembre de 2012 | 15:30 |
| Werder Bremen       | 0 - 2 | Bayern Múnich            | 29 de septiembre de 2012 | 15:30 |
| Núremberg           | 0 - 5 | Stuttgart                | 29 de septiembre de 2012 | 15:30 |
| Hoffenheim          | 0 - 0 | Augsburgo                | 29 de septiembre de 2012 | 15:30 |
| Hamburgo            | 1 - 0 | Hannover 96              | 29 de septiembre de 2012 | 15:30 |
| Borussia Dortmund   | 5 - 0 | Borussia Mönchengladbach | 29 de septiembre de 2012 | 18:30 |
| Eintracht Frankfurt | 2 - 1 | Friburgo                 | 30 de septiembre de 2012 | 15:30 |
| Wolfsburgo          | 0 - 2 | Mainz 05                 | 30 de septiembre de 2012 | 17:30 |

| Augsburgo                | 3 - 1 | Werder Bremen       | 5 de octubre de 2012 | 20:30 |
| Bayern Múnich            | 2 - 0 | Hoffenheim          | 6 de octubre de 2012 | 15:30 |
| Schalke 04               | 3 - 0 | Wolfsburgo          | 6 de octubre de 2012 | 15:30 |
| Friburgo                 | 3 - 0 | Núremberg           | 6 de octubre de 2012 | 15:30 |
| Mainz 05                 | 1 - 0 | Fortuna Dusseldorf  | 6 de octubre de 2012 | 15:30 |
| Greuther Fürth           | 0 - 1 | Hamburgo            | 6 de octubre de 2012 | 15:30 |
| Borussia Mönchengladbach | 2 - 0 | Eintracht Frankfurt | 7 de octubre de 2012 | 15:30 |
| Stuttgart                | 2 - 2 | Bayer Leverkusen    | 7 de octubre de 2012 | 17:30 |
| Hannover 96              | 1 - 1 | Borussia Dortmund   | 7 de octubre de 2012 | 17:30 |

| Hoffenheim          | 3 - 3 | Greuther Fürth           | 19 de octubre de 2012 | 20:30 |
| Borussia Dortmund   | 1 - 2 | Schalke 04               | 20 de octubre de 2012 | 15:30 |
| Bayer Leverkusen    | 2 - 2 | Mainz 05                 | 20 de octubre de 2012 | 15:30 |
| Wolfsburgo          | 0 - 2 | Friburgo                 | 20 de octubre de 2012 | 15:30 |
| Eintracht Frankfurt | 3 - 1 | Hannover 96              | 20 de octubre de 2012 | 15:30 |
| Fortuna Düsseldorf  | 0 - 5 | Bayern Múnich            | 20 de octubre de 2012 | 15:30 |
| Werder Bremen       | 4 - 0 | Borussia Mönchengladbach | 20 de octubre de 2012 | 18:30 |
| Núremberg           | 0 - 0 | Augsburgo                | 21 de octubre de 2012 | 15:30 |
| Hamburgo            | 0 - 1 | Stuttgart                | 21 de octubre de 2012 | 17:30 |

| Augsburgo          | 0 - 2 | Hamburgo                 | 26 de octubre de 2012 | 20:30 |
| Schalke 04         | 1 - 0 | Núremberg                | 27 de octubre de 2012 | 15:30 |
| Friburgo           | 0 - 2 | Borussia Dortmund        | 27 de octubre de 2012 | 15:30 |
| Mainz 05           | 3 - 0 | Hoffenheim               | 27 de octubre de 2012 | 15:30 |
| Greuther Fürth     | 1 - 1 | Werder Bremen            | 27 de octubre de 2012 | 15:30 |
| Fortuna Düsseldorf | 1 - 4 | Wolfsburgo               | 27 de octubre de 2012 | 15:30 |
| Stuttgart          | 2 - 1 | Eintracht Frankfurt      | 28 de octubre de 2012 | 15:30 |
| Bayern Múnich      | 1 - 2 | Bayer Leverkusen         | 28 de octubre de 2012 | 17:30 |
| Hannover 96        | 2 - 3 | Borussia Mönchengladbach | 28 de octubre de 2012 | 17:30 |

| Eintracht Frakfurt       | 1 - 1 | Greuther Fürth     | 2 de noviembre de 2012 | 20:30 |
| Borussia Dortmund        | 0 - 0 | Stuttgart          | 3 de noviembre de 2012 | 15:30 |
| Borussia Mönchengladbach | 1 - 1 | Friburgo           | 3 de noviembre de 2012 | 15:30 |
| Hannover 96              | 2 - 0 | Augsburgo          | 3 de noviembre de 2012 | 15:30 |
| Núremberg                | 1 - 0 | Wolfsburgo         | 3 de noviembre de 2012 | 15:30 |
| Hoffenheim               | 3 - 2 | Schalke 04         | 3 de noviembre de 2012 | 15:30 |
| Hamburgo                 | 0 - 3 | Bayern Múnich      | 3 de noviembre de 2012 | 18:30 |
| Bayer Leverkusen         | 3 - 2 | Fortuna Düsseldorf | 4 de noviembre de 2012 | 15:30 |
| Werder Bremen            | 2 - 1 | Mainz 05           | 4 de noviembre de 2012 | 17:30 |

| Mainz 05           | 2 - 1 | Núremberg                | 9 de noviembre de 2012  | 20:30 |
| Bayern Múnich      | 2 - 0 | Eintracht Frankfurt      | 10 de noviembre de 2012 | 15:30 |
| Schalke 04         | 2 - 1 | Werder Bremen            | 10 de noviembre de 2012 | 15:30 |
| Friburgo           | 0 - 0 | Hamburgo                 | 10 de noviembre de 2012 | 15:30 |
| Augsburgo          | 1 - 3 | Borussia Dortmund        | 10 de noviembre de 2012 | 15:30 |
| Fortuna Düsseldorf | 1 - 1 | Hoffenheim               | 10 de noviembre de 2012 | 15:30 |
| Wolfsburgo         | 3 - 1 | Bayer Leverkusen         | 11 de noviembre de 2012 | 15:30 |
| Stuttgart          | 2 - 4 | Hannover 96              | 11 de noviembre de 2012 | 17:30 |
| Greuther Fürth     | 2 - 4 | Borussia Mönchengladbach | 11 de noviembre de 2012 | 17:30 |

| Borussia Dortmund        | 3 - 1 | Greuther Fürth     | 17 de noviembre de 2012 | 15:30 |
| Borussia Mönchengladbach | 1 - 2 | Stuttgart          | 17 de noviembre de 2012 | 15:30 |
| Hannover 96              | 1 - 2 | Friburgo           | 17 de noviembre de 2012 | 15:30 |
| Núremberg                | 1 - 1 | Bayern Múnich      | 17 de noviembre de 2012 | 15:30 |
| Hamburgo                 | 1 - 0 | Mainz 05           | 17 de noviembre de 2012 | 15:30 |
| Eintracht Frankfurt      | 4 - 2 | Augsburgo          | 17 de noviembre de 2012 | 15:30 |
| Bayer Leverkusen         | 2 - 0 | Schalke 04         | 17 de noviembre de 2012 | 18:30 |
| Werder Bremen            | 2 - 1 | Fortuna Düsseldorf | 18 de noviembre de 2012 | 15:30 |
| Hoffenheim               | 1 - 3 | Wolfsburgo         | 18 de noviembre de 2012 | 17:30 |

| Fortuna Düsseldorf | 2 - 0 | Hamburgo                 | 23 de noviembre de 2012 | 20:30 |
| Bayern Múnich      | 5 - 0 | Hannover 96              | 24 de noviembre de 2012 | 15:30 |
| Schalke 04         | 1 - 1 | Eintracht Frankfurt      | 24 de noviembre de 2012 | 15:30 |
| Wolfsburgo         | 1 - 1 | Werder Bremen            | 24 de noviembre de 2012 | 15:30 |
| Mainz 05           | 1 - 2 | Borussia Dortmund        | 24 de noviembre de 2012 | 15:30 |
| Greuther Fürth     | 0 - 0 | Núremberg                | 24 de noviembre de 2012 | 15:30 |
| Friburgo           | 3 - 0 | Stuttgart                | 25 de noviembre de 2012 | 15:30 |
| Hoffenheim         | 1 - 2 | Bayer Leverkusen         | 25 de noviembre de 2012 | 17:30 |
| Augsburgo          | 1 - 1 | Borussia Mönchengladbach | 25 de noviembre de 2012 | 17:30 |

| Borussia Dortmund        | 1 - 1 | Fortuna Düsseldorf | 27 de noviembre de 2012 | 20:00 |
| Hannover 96              | 2 - 0 | Greuther Fürth     | 27 de noviembre de 2012 | 20:00 |
| Hamburgo                 | 3 - 1 | Schalke 04         | 27 de noviembre de 2012 | 20:00 |
| Eintracht Frankfurt      | 1 - 3 | Mainz 05           | 27 de noviembre de 2012 | 20:00 |
| Borussia Mönchengladbach | 2 - 0 | Wolfsburgo         | 28 de noviembre de 2012 | 20:00 |
| Stuttgart                | 2 - 1 | Augsburgo          | 28 de noviembre de 2012 | 20:00 |
| Werder Bremen            | 1 - 4 | Bayer Leverkusen   | 28 de noviembre de 2012 | 20:00 |
| Friburgo                 | 0 - 2 | Bayern Múnich      | 28 de noviembre de 2012 | 20:00 |
| Núremberg                | 4 - 2 | Hoffenheim         | 28 de noviembre de 2012 | 20:45 |

| Fortuna Düsseldorf | 4 - 0 | Eintracht Frankfurt      | 30 de noviembre de 2012 | 20:30 |
| Schalke 04         | 1 - 1 | Borussia Mönchengladbach | 1 de diciembre de 2012  | 15:30 |
| Bayer Leverkusen   | 1 - 0 | Núremberg                | 1 de diciembre de 2012  | 15:30 |
| Mainz 05           | 2 - 1 | Hannover 96              | 1 de diciembre de 2012  | 15:30 |
| Augsburgo          | 1 - 1 | Friburgo                 | 1 de diciembre de 2012  | 15:30 |
| Greuther Fürth     | 0 - 1 | Stuttgart                | 1 de diciembre de 2012  | 15:30 |
| Bayern Múnich      | 1 - 1 | Borussia Dortmund        | 1 de diciembre de 2012  | 18:30 |
| Hoffenheim         | 1 - 4 | Werder Bremen            | 2 de diciembre de 2012  | 15:30 |
| Wolfsburgo         | 1 - 1 | Hamburgo                 | 2 de diciembre de 2012  | 17:30 |

| Hamburgo                 | 2 - 0 | Hoffenheim         | 7 de diciembre de 2012 | 20:30 |
| Borussia Dortmund        | 2 - 3 | Wolfsburgo         | 8 de diciembre de 2012 | 15:30 |
| Stuttgart                | 3 - 1 | Schalke 04         | 8 de diciembre de 2012 | 15:30 |
| Núremberg                | 2 - 0 | Fortuna Düsseldorf | 8 de diciembre de 2012 | 15:30 |
| Friburgo                 | 1 - 0 | Greuther Fürth     | 8 de diciembre de 2012 | 15:30 |
| Augsburgo                | 0 - 2 | Bayern Múnich      | 8 de diciembre de 2012 | 15:30 |
| Eintracht Frankfurt      | 4 - 1 | Werder Bremen      | 8 de diciembre de 2012 | 18:30 |
| Borussia Mönchengladbach | 2 - 0 | Mainz 05           | 9 de diciembre de 2012 | 15:30 |
| Hannover 96              | 3 - 2 | Bayer Leverkusen   | 9 de diciembre de 2012 | 17:30 |

| Bayern Múnich      | 1 - 1 | Borussia Mönchengladbach | 14 de diciembre de 2012 | 20:30 |
| Bayer Leverkusen   | 3 - 0 | Hamburgo                 | 15 de diciembre de 2012 | 15:30 |
| Wolfsburgo         | 0 - 2 | Eintracht Frankfurt      | 15 de diciembre de 2012 | 15:30 |
| Mainz 05           | 3 - 1 | Stuttgart                | 15 de diciembre de 2012 | 15:30 |
| Greuther Fürth     | 1 - 1 | Augsburgo                | 15 de diciembre de 2012 | 15:30 |
| Fortuna Düsseldorf | 2 - 1 | Hannover 96              | 15 de diciembre de 2012 | 15:30 |
| Schalke 04         | 1 - 3 | Friburgo                 | 15 de diciembre de 2012 | 17:30 |
| Hoffenheim         | 1 - 3 | Borussia Dortmund        | 16 de diciembre de 2012 | 15:30 |
| Werder Bremen      | 1 - 1 | Núremberg                | 16 de diciembre de 2012 | 17:30 |

### Segunda rueda
| Schalke 04         | 5 - 4 | Hannover 96              | 18 de enero de 2013 | 20:30 |
| Bayer Leverkusen   | 3 - 1 | Eintracht Frankfurt      | 19 de enero de 2013 | 15:30 |
| Hoffenheim         | 0 - 0 | Borussia Mönchengladbach | 19 de enero de 2013 | 15:30 |
| Wolfsburgo         | 2 - 0 | Stuttgart                | 19 de enero de 2013 | 15:30 |
| Mainz 05           | 0 - 0 | Friburgo                 | 19 de enero de 2013 | 15:30 |
| Bayern Múnich      | 2 - 0 | Greuther Fürth           | 19 de enero de 2013 | 15:30 |
| Werder Bremen      | 0 - 5 | Borussia Dortmund        | 19 de enero de 2013 | 18:30 |
| Núremberg          | 1 - 1 | Hamburgo                 | 20 de enero de 2013 | 15:30 |
| Fortuna Düsseldorf | 2 - 3 | Augsburgo                | 20 de enero de 2013 | 17:30 |

| Borussia Dortmund        | 3 - 0 | Núremberg          | 25 de enero de 2013 | 20:30 |
| Greuther Fürth           | 0 - 3 | Mainz 05           | 26 de enero de 2013 | 15:30 |
| Borussia Mönchengladbach | 2 - 1 | Fortuna Düsseldorf | 26 de enero de 2013 | 15:30 |
| Augsburgo                | 0 - 0 | Schalke 04         | 26 de enero de 2013 | 15:30 |
| Hannover 96              | 2 - 1 | Wolfsburgo         | 26 de enero de 2013 | 15:30 |
| Eintracht Frankfurt      | 2 - 1 | Hoffenheim         | 26 de enero de 2013 | 15:30 |
| Friburgo                 | 0 - 0 | Bayer Leverkusen   | 26 de enero de 2013 | 18:30 |
| Hamburgo                 | 3 - 2 | Werder Bremen      | 27 de enero de 2013 | 15:30 |
| Stuttgart                | 0 - 2 | Bayern Múnich      | 27 de enero de 2013 | 17:30 |

| Werder Bremen      | 2 - 0 | Hannover 96              | 1 de febrero de 2013 | 20:30 |
| Wolfsburgo         | 1 - 1 | Augsburgo                | 2 de febrero de 2013 | 15:30 |
| Schalke 04         | 1 - 2 | Greuther Fürth           | 2 de febrero de 2013 | 15:30 |
| Mainz 05           | 0 - 3 | Bayern Múnich            | 2 de febrero de 2013 | 15:30 |
| Fortuna Düsseldorf | 3 - 1 | Stuttgart                | 2 de febrero de 2013 | 15:30 |
| Hoffenheim         | 2 - 1 | Friburgo                 | 2 de febrero de 2013 | 15:30 |
| Hamburgo           | 0 - 2 | Eintracht Frankfurt      | 2 de febrero de 2013 | 18:30 |
| Núremberg          | 2 - 1 | Borussia Mönchengladbach | 3 de febrero de 2013 | 15:30 |
| Bayer Leverkusen   | 2 - 3 | Borussia Dortmund        | 3 de febrero de 2013 | 17:30 |

| Hannover 96              | 1 - 0 | Hoffenheim         | 9 de febrero de 2013  | 15:30 |
| Borussia Dortmund        | 1 - 4 | Hamburgo           | 9 de febrero de 2013  | 15:30 |
| Borussia Mönchengladbach | 3- 3  | Bayer Leverkusen   | 9 de febrero de 2013  | 15:30 |
| Greuther Fürth           | 0 - 1 | Wolfsburgo         | 9 de febrero de 2013  | 15:30 |
| Stuttgart                | 1 - 4 | Werder Bremen      | 9 de febrero de 2013  | 15:30 |
| Eintracht Frankfurt      | 0 - 0 | Núremberg          | 9 de febrero de 2013  | 15:30 |
| Bayern Múnich            | 4 - 0 | Schalke 04         | 9 de febrero de 2013  | 18:30 |
| Augsburgo                | 1 - 1 | Mainz 05           | 10 de febrero de 2013 | 15:30 |
| Friburgo                 | 1 - 0 | Fortuna Düsseldorf | 10 de febrero de 2013 | 17:30 |

| Wolfsburgo         | 0 - 2 | Bayern Múnich            | 15 de febrero de 2013 | 20:30 |
| Werder Bremen      | 2 - 3 | Friburgo                 | 16 de febrero de 2013 | 15:30 |
| Bayer Leverkusen   | 2 - 1 | Augsburgo                | 16 de febrero de 2013 | 15:30 |
| Fortuna Düsseldorf | 1 - 0 | Greuther Fürth           | 16 de febrero de 2013 | 15:30 |
| Mainz 05           | 2 - 2 | Schalke 04               | 16 de febrero de 2013 | 15:30 |
| Hamburgo           | 1 - 0 | Borussia Mönchengladbach | 16 de febrero de 2013 | 15:30 |
| Borussia Dortmund  | 3 - 0 | Eintracht Frankfurt      | 16 de febrero de 2013 | 18:30 |
| Núremberg          | 2 - 2 | Hannover 96              | 17 de febrero de 2013 | 15:30 |
| Hoffenheim         | 0 - 1 | Stuttgart                | 17 de febrero de 2013 | 17:30 |

| Friburgo                 | 0 - 0 | Eintracht Frankfurt | 22 de febrero de 2013 | 20:30 |
| Bayern Múnich            | 6 - 1 | Werder Bremen       | 23 de febrero de 2013 | 15:30 |
| Stuttgart                | 1 - 1 | Núremberg           | 23 de febrero de 2013 | 15:30 |
| Augsburgo                | 2 - 1 | Hoffenheim          | 23 de febrero de 2013 | 15:30 |
| Hannover 96              | 5 - 1 | Hamburgo            | 23 de febrero de 2013 | 15:30 |
| Mainz 05                 | 1 - 1 | Wolfsburgo          | 23 de febrero de 2013 | 15:30 |
| Schalke 04               | 2 - 1 | Fortuna Düsseldorf  | 23 de febrero de 2013 | 18:30 |
| Borussia Mönchengladbach | 1 - 1 | Borussia Dortmund   | 24 de febrero de 2013 | 15:30 |
| Greuther Fürth           | 0 - 0 | Bayer Leverkusen    | 24 de febrero de 2013 | 17:30 |

| Eintracht Frankfurt | 0 - 1 | Borussia Mönchengladbach | 1 de marzo de 2013 | 20:30 |
| Borussia Dortmund   | 3 - 1 | Hannover 96              | 2 de marzo de 2013 | 15:30 |
| Núremberg           | 1 - 1 | Friburgo                 | 2 de marzo de 2013 | 15:30 |
| Werder Bremen       | 0 - 1 | Augsburgo                | 2 de marzo de 2013 | 15:30 |
| Hamburgo            | 1 - 1 | Greuther Fürth           | 2 de marzo de 2013 | 15:30 |
| Wolfsburgo          | 1 - 4 | Schalke 04               | 2 de marzo de 2013 | 15:30 |
| Bayer Leverkusen    | 2 - 1 | Stuttgart                | 2 de marzo de 2013 | 18:30 |
| Hoffenheim          | 0 - 1 | Bayern Múnich            | 3 de marzo de 2013 | 15:30 |
| Fortuna Düsseldorf  | 1 - 1 | Mainz 05                 | 3 de marzo de 2013 | 17:30 |

| Augsburgo                | 1 - 2 | Núremberg           | 8 de marzo de 2013  | 20:30 |
| Mainz 05                 | 1 - 0 | Bayer Leverkusen    | 9 de marzo de 2013  | 15:30 |
| Friburgo                 | 2 - 5 | Wolfsburgo          | 9 de marzo de 2013  | 15:30 |
| Greuther Fürth           | 0 - 3 | Hoffenheim          | 9 de marzo de 2013  | 15:30 |
| Schalke 04               | 2 - 1 | Borussia Dortmund   | 9 de marzo de 2013  | 15:30 |
| Bayern Múnich            | 3 - 2 | Fortuna Düsseldorf  | 9 de marzo de 2013  | 15:30 |
| Borussia Mönchengladbach | 1 - 1 | Werder Bremen       | 9 de marzo de 2013  | 18:30 |
| Hannover 96              | 0 - 0 | Eintracht Frankfurt | 10 de marzo de 2013 | 15:30 |
| Stuttgart                | 0 - 1 | Hamburgo            | 10 de marzo de 2013 | 17:30 |

| Wolfsburgo               | 1 - 1 | Fortuna Düsseldorf | 15 de marzo de 2013 | 20:30 |
| Borussia Dortmund        | 5 - 1 | Friburgo           | 16 de marzo de 2013 | 15:30 |
| Werder Bremen            | 2 - 2 | Greuther Fürth     | 16 de marzo de 2013 | 15:30 |
| Núremberg                | 3 - 0 | Schalke 04         | 16 de marzo de 2013 | 15:30 |
| Hoffenheim               | 0 - 0 | Mainz 05           | 16 de marzo de 2013 | 15:30 |
| Hamburgo                 | 0 - 1 | Augsburgo          | 16 de marzo de 2013 | 15:30 |
| Bayer Leverkusen         | 1 - 2 | Bayern Múnich      | 16 de marzo de 2013 | 18:30 |
| Eintracht Frankfurt      | 1 - 2 | Stuttgart          | 16 de marzo de 2013 | 15:30 |
| Borussia Mönchengladbach | 1 - 0 | Hannover 96        | 16 de marzo de 2013 | 17:30 |

| Schalke 04         | 3 - 0 | Hoffenheim               | 30 de marzo de 2013 | 15:30 |
| Mainz 05           | 1 - 1 | Werder Bremen            | 30 de marzo de 2013 | 15:30 |
| Augsburgo          | 0 - 2 | Hannover 96              | 30 de marzo de 2013 | 15:30 |
| Fortuna Düsseldorf | 1 - 4 | Bayer Leverkusen         | 30 de marzo de 2013 | 15:30 |
| Friburgo           | 2 - 0 | Borussia Monchengladbach | 30 de marzo de 2013 | 15:30 |
| Stuttgart          | 1 - 2 | Borussia Dortmund        | 30 de marzo de 2013 | 15:30 |
| Bayern Munich      | 9 - 2 | Hamburgo                 | 30 de marzo de 2013 | 18:30 |
| Wolfsburgo         | 2 - 2 | Nuremberg                | 31 de marzo de 2013 | 15:30 |
| Greuther Fürth     | 2 - 3 | Eintracht Frankfurt      | 31 de marzo de 2013 | 17:30 |

| Hoffenheim               | 3 - 0 | Fortuna Düsseldorf | 5 de abril de 2013 | 20:30 |
| Borussia Dortmund        | 4 - 2 | Augsburgo          | 6 de abril de 2013 | 15:30 |
| Borussia Mönchengladbach | 1 - 0 | Greuther Fürth     | 6 de abril de 2013 | 15:30 |
| Bayer Leverkusen         | 1 - 1 | Wolfsburgo         | 6 de abril de 2013 | 15:30 |
| Werder Bremen            | 0 - 2 | Schalke 04         | 6 de abril de 2013 | 15:30 |
| Eintracht Frankfurt      | 0 - 1 | Bayern Múnich      | 6 de abril de 2013 | 15:30 |
| Hamburgo                 | 0 - 1 | Friburgo           | 6 de abril de 2013 | 18:30 |
| Núremberg                | 2 - 1 | Mainz 05           | 7 de abril de 2013 | 15:30 |
| Hannover 96              | 0 - 0 | Stuttgart          | 7 de abril de 2013 | 17:30 |

| Friburgo           | 3 - 1 | Hannover 96              | 12 de abril de 2013 | 20:30 |
| Bayern Múnich      | 4 - 0 | Núremberg                | 13 de abril de 2013 | 15:30 |
| Wolfsburgo         | 2 - 2 | Hoffenheim               | 13 de abril de 2013 | 15:30 |
| Mainz 05           | 1 - 2 | Hamburgo                 | 13 de abril de 2013 | 15:30 |
| Greuther Fürth     | 1 - 6 | Borussia Dortmund        | 13 de abril de 2013 | 15:30 |
| Fortuna Düsseldorf | 2 - 2 | Werder Bremen            | 13 de abril de 2013 | 15:30 |
| Schalke 04         | 2 - 2 | Bayer Leverkusen         | 13 de abril de 2013 | 18:30 |
| Stuttgart          | 2 - 0 | Borussia Mönchengladbach | 14 de abril de 2013 | 15:30 |
| Augsburgo          | 2 - 0 | Eintracht Frankfurt      | 14 de abril de 2013 | 17:30 |

| Borussia Mönchengladbach | 1 - 0 | Augsburgo          | 19 de abril de 2013 | 20:30 |
| Borussia Dortmund        | 2 - 0 | Mainz 05           | 20 de abril de 2013 | 15:30 |
| Bayer Leverkusen         | 5 - 0 | Hoffenheim         | 20 de abril de 2013 | 15:30 |
| Hannover 96              | 1 - 6 | Bayern Múnich      | 20 de abril de 2013 | 15:30 |
| Hamburgo                 | 2 - 1 | Fortuna Düsseldorf | 20 de abril de 2013 | 15:30 |
| Eintracht Frankfurt      | 1 - 0 | Schalke 04         | 20 de abril de 2013 | 15:30 |
| Werder Bremen            | 0 - 3 | Wolfsburgo         | 20 de abril de 2013 | 18:30 |
| Stuttgart                | 2 - 1 | Friburgo           | 21 de abril de 2013 | 15:30 |
| Núremberg                | 0 - 1 | Greuther Fürth     | 21 de abril de 2013 | 17:30 |

| Greuther Fürth     | 2 - 3 | Hannover 96              | 26 de abril de 2013 | 20:30 |
| Bayer Leverkusen   | 1 - 0 | Werder Bremen            | 27 de abril de 2013 | 15:30 |
| Hoffenheim         | 2 - 1 | Núremberg                | 27 de abril de 2013 | 15:30 |
| Bayern Múnich      | 1 - 0 | Friburgo                 | 27 de abril de 2013 | 15:30 |
| Wolfsburgo         | 3 - 1 | Borussia Mönchengladbach | 27 de abril de 2013 | 15:30 |
| Augsburgo          | 3 - 0 | Stuttgart                | 27 de abril de 2013 | 15:30 |
| Fortuna Düsseldorf | 1 - 2 | Borussia Dortmund        | 27 de abril de 2013 | 18:30 |
| Mainz 05           | 0 - 0 | Eintracht Frankfurt      | 28 de abril de 2013 | 15:30 |
| Schalke 04         | 4 - 1 | Hamburgo                 | 28 de abril de 2013 | 17:30 |

| Borussia Mönchengladbach | 0 - 1 | Schalke 04         | 3 de mayo de 2013 | 20:30 |
| Núremberg                | 0 - 2 | Bayer Leverkusen   | 4 de mayo de 2013 | 15:30 |
| Werder Bremen            | 2 - 2 | Hoffenheim         | 4 de mayo de 2013 | 15:30 |
| Hannover 96              | 2 - 2 | Mainz 05           | 4 de mayo de 2013 | 15:30 |
| Stuttgart                | 0 - 2 | Greuther Fürth     | 4 de mayo de 2013 | 15:30 |
| Eintracht Frankfurt      | 3 - 1 | Fortuna Düsseldorf | 4 de mayo de 2013 | 15:30 |
| Borussia Dortmund        | 1 - 1 | Bayern Múnich      | 4 de mayo de 2013 | 18:30 |
| Friburgo                 | 2 - 0 | Augsburgo          | 5 de mayo de 2013 | 15:30 |
| Hamburgo                 | 1 - 1 | Wolfsburgo         | 5 de mayo de 2013 | 17:30 |

| Mainz 05           | 2 - 4 | Borussia Mönchengladbach | 11 de mayo de 2013 | 15:30 |
| Schalke 04         | 1 - 2 | Stuttgart                | 11 de mayo de 2013 | 15:30 |
| Bayer Leverkusen   | 3 - 1 | Hannover 96              | 11 de mayo de 2013 | 15:30 |
| Fortuna Düsseldorf | 1 - 2 | Núremberg                | 11 de mayo de 2013 | 15:30 |
| Greuther Fürth     | 1 - 2 | Friburgo                 | 11 de mayo de 2013 | 15:30 |
| Bayern Múnich      | 3 - 0 | Augsburgo                | 11 de mayo de 2013 | 15:30 |
| Hoffenheim         | 1 - 4 | Hamburgo                 | 11 de mayo de 2013 | 15:30 |
| Wolfsburgo         | 3 - 3 | Borussia Dortmund        | 11 de mayo de 2013 | 15:30 |
| Werder Bremen      | 1 - 1 | Eintracht Frankfurt      | 11 de mayo de 2013 | 15:30 |

| Borussia Mönchengladbach | 3 - 4 | Bayern Múnich      | 18 de mayo de 2013 | 15:30 |
| Hannover 96              | 3 - 0 | Fortuna Düsseldorf | 18 de mayo de 2013 | 15:30 |
| Friburgo                 | 1 - 2 | Schalke 04         | 18 de mayo de 2013 | 15:30 |
| Hamburgo                 | 0 - 1 | Bayer Leverkusen   | 18 de mayo de 2013 | 15:30 |
| Eintracht Frankfurt      | 2 - 2 | Wolfsburgo         | 18 de mayo de 2013 | 15:30 |
| Núremberg                | 3 - 2 | Werder Bremen      | 18 de mayo de 2013 | 15:30 |
| Borussia Dortmund        | 1 - 2 | Hoffenheim         | 18 de mayo de 2013 | 15:30 |
| Stuttgart                | 2 - 2 | Mainz 05           | 18 de mayo de 2013 | 15:30 |
| Augsburgo                | 3 - 1 | Greuther Fürth     | 18 de mayo de 2013 | 15:30 |

| Bundesliga                           |
| Campeón Bayern de Múnich 23.° título |

### Play-offs de ascenso y descenso
El conjunto que culminó en el puesto 16° se enfrentó en partidos de ida y vuelta contra el tercero de la segunda división. El Hoffenheim se impuso en ambos partidos y sigue en la Bundesliga en su próxima edición (2013/14), en detrimento del FC Kaiserslautern.
| 23 de mayo de 2013 20:30 | TSG 1899 Hoffenheim              | 3:1 (2:0) | FC Kaiserslautern | Rhein-Neckar-Arena, Sinsheim                            |                                                         |
|                          | Firmino 11' 29' · Schipplock 67' | Reporte   | Idrissou 58'      | Asistencia: 30.135 espectadores Árbitro(s): Felix Brych | Asistencia: 30.135 espectadores Árbitro(s): Felix Brych |

| 27 de mayo de 2013 20:30 | FC Kaiserslautern | 1:2 (0:1) | TSG 1899 Hoffenheim           | Fritz-Walter-Stadion, Kaiserslautern                      |                                                           |
|                          | Baumjohann 65'    | Reporte   | Abraham 44' · Vestergaard 74' | Asistencia: 49.780 espectadores Árbitro(s): Florian Meyer | Asistencia: 49.780 espectadores Árbitro(s): Florian Meyer |

## Goleadores
| Stefan Kießling             | Bayer Leverkusen    | 25 | 34 |
| Robert Lewandowski          | Borussia Dortmund   | 24 | 31 |
| Alexander Meier             | Eintracht Frankfurt | 16 | 31 |
| Mario Mandžukić             | Bayern de Múnich    | 15 | 24 |
| Vedad Ibišević              | Stuttgart           | 15 | 30 |
| Marco Reus                  | Borussia Dortmund   | 14 | 32 |
| Thomas Müller               | Bayern de Múnich    | 13 | 28 |
| Ádám Szalai                 | Mainz 05            | 13 | 29 |
| Mame Biram Diouf            | Hannover 96         | 12 | 28 |
| Son Heung-Min               | Hamburgo            | 12 | 33 |
| Artjoms Rudņevs             | Hamburgo            | 12 | 34 |
| Fuente: Kicker Sportmagazin |                     |    |    |

## Máximos asistentes
| Franck Ribéry        | Bayern de Múnich  | 15 | 27 |
| Jakub Błaszczykowski | Borussia Dortmund | 12 | 27 |
| Szabolcs Huszti      | Hannover 96       | 11 | 21 |
| Hiroshi Kiyotake     | Núremberg         | 11 | 31 |
| Philipp Lahm         | Bayern de Múnich  | 11 | 29 |
| Thomas Müller        | Bayern de Múnich  | 11 | 28 |
| Mario Götze          | Borussia Dortmund | 10 | 28 |
| Rafael van der Vaart | Hamburgo          | 10 | 27 |
| Fuente: Weltfussball |                   |    |    |

## Disciplina
| Stefan Reinartz             | Bayer Leverkusen    | 11 | 29 |
| Carlos Zambrano             | Eintracht Frankfurt | 11 | 30 |
| Julian Schuster             | Friburgo            | 11 | 31 |
| Javier Pinola               | Núremberg           | 10 | 28 |
| Daniel Caligiuri            | Friburgo            | 10 | 29 |
| Vedad Ibišević              | Stuttgart           | 10 | 30 |
| Adam Bodzek                 | Fortuna Düsseldorf  | 9  | 29 |
| Robbie Kruse                | Fortuna Düsseldorf  | 9  | 30 |
| Roberto Firmino             | Hoffenheim          | 9  | 33 |
| Fuente: Kicker Sportmagazin |                     |    |    |

| Giovanni Sio                | Augsburgo   | 1 | 6  |
| Sébastien Pocognoli         | Hannover 96 | 1 | 11 |
| Petr Jirácek                | Hamburgo    | 1 | 13 |
| Alex Madlung                | Wolfsburgo  | 1 | 15 |
| Fuente: Kicker Sportmagazin |             |   |    |

## Equipo ideal
| Porteros                            | Defensas | Centrocampistas | Delanteros                                    |
| ----------------------------------- | --- | --- | --------------------------------------------- |
| Manuel Neuer René Adler Kevin Trapp | Atsuto Uchida Philipp Lahm Dani Carvajal Mats Hummels Benedikt Höwedes Philipp Wollscheid Dante Joel Matip Timm Klose David Alaba Marcel Schmelzer Bastian Oczipka | İlkay Gündoğan Javi Martínez Hiroshi Kiyotake Bastian Schweinsteiger Rafael van der Vaart Jermaine Jones Jakub Błaszczykowski Thomas Müller Son Heung-Min Juan Arango Marco Reus Franck Ribéry Mario Götze Julian Draxler Toni Kroos | Robert Lewandowski Mario Mandžukić Mame Diouf |

### Once ideal
| Porteros     | Defensas                                          | Centrocampistas                                                                    | Delanteros         |
| ------------ | ------------------------------------------------- | ---------------------------------------------------------------------------------- | ------------------ |
| Manuel Neuer | Atsuto Uchida Mats Hummels Dante Marcel Schmelzer | İlkay Gündoğan Bastian Schweinsteiger Juan Arango Mario Götze Jakub Błaszczykowski | Robert Lewandowski |